# قره‌دلاق (آغجابدیع)
قره‌دلاق ((ترکی آذربایجانی: Qaradolaq)، تا ۱۹۹۱ شاهومیان‌کند Şaumyankənd) یک منطقه مسکونی در جمهوری آذربایجان است که در شهرستان آغجابدیع واقع شده‌است. قره‌دلاق ۲۷۴۶ نفر جمعیت دارد.